# 許子濱
許子濱（英語：HSU Tzu-Pin），香港中文大學中國語言及文學學士（一級榮譽）、哲學碩士，香港大學哲學博士；現任嶺南大學中文系教授、香港中華禮儀振興會顧問、香港中華文化促進會「禮行天下文化傳承計劃」顧問、國史教育中心（香港）顧問等。主要研究經學（《左傳》、《三禮》、《論語》等）、《楚辭》，旁及古今漢語及其他古代文獻。

## 書籍
- 《王逸楚辭章句發微》（上海：上海古籍出版社，2011年）
- 《春秋左傳禮制研究》（上海：上海古籍出版社，2012年）
- 與單周堯教授合著：《左傳導讀及譯注》（香港：中華書局，2015年）
- 《楊伯峻〈春秋左傳注〉禮說斠正》（香港：中華書局，2017年）
- 《禮制語境與經典詮釋》（上海：上海古籍出版社，2019年）

## 論文（節錄）
- 完整目錄請詳Lingnan Scholar （页面存档备份，存于），網站並為以下資料的來源：

1. 〈《春秋》「躋僖公」解〉，《東方文化》1996年第34卷，頁293-312。
2. 〈論「昭穆」之命名取義〉，《漢學研究》2007年第25卷第2期，頁329-346。
3. 〈禘莫盛於灌――由唐寫本《論語》鄭注重探「禘自既灌而往」章的詮解問題〉，《中國文哲研究集刊》2016年第48期，頁59-96。
4. 〈論韓儒丁若鏞禬說對鄭玄郊禘說之顛覆與重構〉，《中國文哲研究集刊》2018年第53期，頁113-160。

## 獎項
- 《禮制語境與經典詮釋》榮獲首屆「暨南大學詹伯慧語言學獎」一等獎（2021年）。[5][6]
- 榮獲嶺南大學「卓越研究成果獎」（2023年）[7]